# Namsrajn Sandagdordż
Namsrajn Sandagdordż (ur. 11 stycznia 1949) – mongolski biegacz narciarski, olimpijczyk.
Na zimowych igrzyskach olimpijskich w Sapporo wziął udział w biegach na 15 i 30 kilometrów zajmując odpowiednio 57. i 52. pozycję.